# DB E 50 sorozat

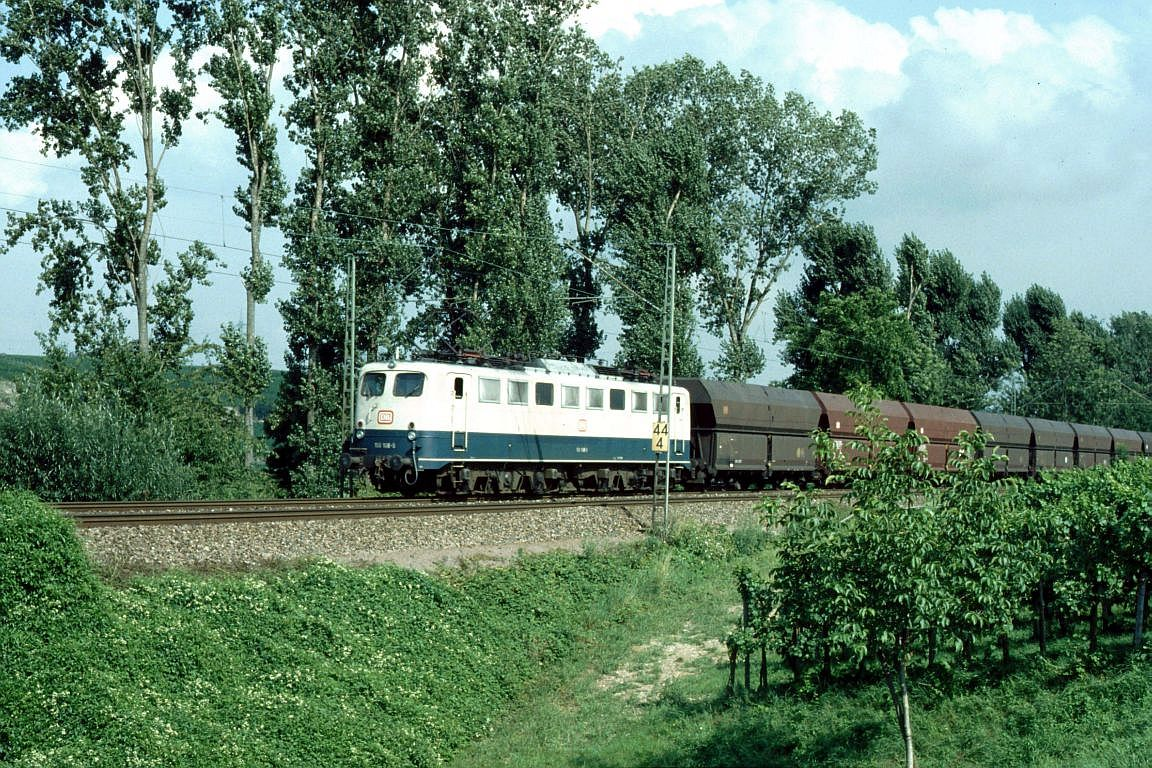
DB E 50 egy szénszállító vonattal

A DB 150 sorozat, korábbi nevén DB E 50 sorozat, egy német Co'Co' tengelyelrendezésű villamosmozdony-sorozat volt. A Henschel, a Krauss-Maffei, a Krupp, az AEG, a BBC és a Siemens gyártotta 1957 és 1973 között. Összesen 194 db készült belőle. 2003-ban selejtezték le. A sorozat első része marokcsapágyas volt (E 50 001–025), a további mozdonyok rugalmas gumigyűrűs meghajtással készültek (E 50 026–194).